# Мілвокі
Мілвокі (англ. Milwaukee МФА: [mɪlˈwɔki] Милво́кі) — місто (англ. city) в США, в округах Мілвокі, Вашингтон і Вокеша штату Вісконсин. Населення — 577 222 особи (2020). Найчисленніше за населенням місто в Вісконсині, 31-е — у США. Знаходиться на південному-західному березі озера Мічиган. «Мілвокі» алгонкінською мовою індіанців означає «добра/прекрасна/приємна земля».

## Історія
У серпні 2016 року у місті відбувалися масові заворушення, приводом яких стало вбивство чорношкірого чоловіка поліцейським.

## Географія
Мілвокі розташоване за координатами 43°3′48″ пн. ш. 87°58′0″ зх. д. / 43.06333° пн. ш. 87.96667° зх. д. (43.063348, -87.966695). За даними Бюро перепису населення США в 2010 році місто мало площу 250,71 км², з яких 248,96 км² — суходіл та 1,76 км² — водойми.

## Демографія
Згідно з переписом 2010 року, у місті мешкали 594 833 особи в 230 221 домогосподарстві у складі 130 214 родин. Густота населення становила 2373 особи/км². Було 255569 помешкань (1019/км²).
Расовий склад населення:
| - 44,8 % — білих - 40,0 % — чорних або афроамериканців - 3,5 % — азіатів - 0,8 % — корінних американців - 7,5 % — осіб інших рас |

До двох чи більше рас належало 3,4 %. Частка іспаномовних становила 17,3 % від усіх жителів.
За віковим діапазоном населення розподілялося таким чином: 27,1 % — особи молодші 18 років, 64,0 % — особи у віці 18—64 років, 8,9 % — особи у віці 65 років та старші. Медіана віку мешканця становила 30,3 року. На 100 осіб жіночої статі у місті припадало 93,2 чоловіків; на 100 жінок у віці від 18 років та старших — 89,8 чоловіків також старших 18 років.
Середній дохід на одне домашнє господарство становив 49 562 долари США (медіана — 35 958), а середній дохід на одну сім'ю — 56 157 доларів (медіана — 41 534). Медіана доходів становила 40 131 долар для чоловіків та 35 393 долари для жінок. За межею бідності перебувало 28,7 % осіб, у тому числі 41,7 % дітей у віці до 18 років та 13,7 % осіб у віці 65 років та старших.
Цивільне працевлаштоване населення становило 262 727 осіб. Основні галузі зайнятості: освіта, охорона здоров'я та соціальна допомога — 27,1 %, виробництво — 14,3 %, мистецтво, розваги та відпочинок — 11,4 %, науковці, спеціалісти, менеджери — 10,4 %.

## Економіка
У Мілвокі розташовані штаб-квартири та виробничі потужності кількох корпорацій:
- Джонсон Контролс (англ. Johnson Controls)
- Норсвестерн М'ючуал (англ. Northwestern Mutual Financial Network)
- Гарлі-Девідсон (англ. Harley-Davidson)
- Роквел Отомейшн (англ. Rockwell Automation)
- Бриґс і Стратон (англ. Briggs & Stratton)

## Музеї

### Художні музеї
- Художній музей Мілвокі, один з найбільших художніх музеїв у Сполучених Штатах
- Музей Грохмана
- Музей мистецтв Патріка і Беатріс Хаггерті
- Музей мистецтв Чарльза Еліса

### Інші
- Громадський музей Мілвокі
- Discovery World, центр наук і технологій
- Дитячий музей Бетті Брінден
- Музей Гарлі-Девідсона

## Оркестри
- Симфонічний оркестр Мілвокі

## Спорт
У Мілвокі є дві професійні команди: «Мілвокі Бакс» (англ. Milwaukee Bucks) — професійна баскетбольна команда, член у Національній баскетбольній асоціації. «Мілвокі Бруерс» (англ. Milwaukee Brewers) є членом у Головній бейсбольній лізі.

## Транспорт
У листопаді 2018 року в місті відкрилася сучасна трамвайна лінія.

## Відомі особистості
У місті народились:
- Вільям Харлі (1880—1943) — американський інженер-механік і бізнесмен, один із засновників компанії Harley-Davidson
- Роберт Данн (1890—1937) — актор німого кіно, комік
- Спенсер Трейсі (1900—1967) — американський актор
- Джуді Тайлер (1932—1957) — американська акторка
- Джим Ріш (1943) — американський політик
- Джеффрі Дамер (1960-1994) — серійний вбивця
- Джулін Зірат (1961) — шведсько-американський біолог.
- Ейва Макс (1994) —  американська поп-співачка та авторка пісень.

У місті померли:
- Чарльз Керстен (1902—1972) — американський конгресмен.

## Міста-побратими

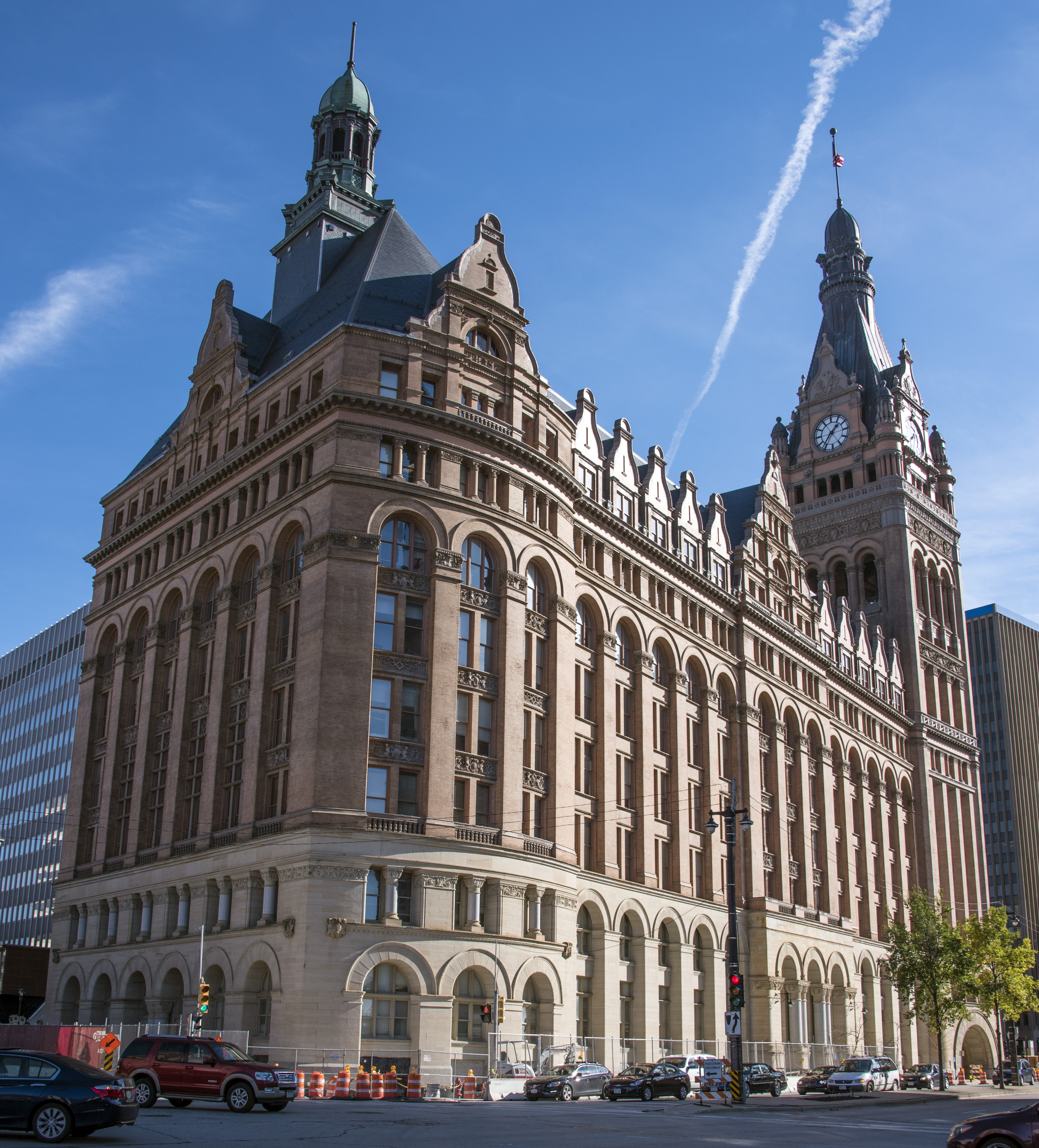
Ратуша Мілвокі

- Ірпінь, Україна[9]
- Галвай, Ірландія
- Шверін, Німеччина
- Морогоро, Танзанія